# یگان سایه
نیروی سایه یا یگان سایه (به انگلیسی: Shadow Force) یک فیلم اکشن و دلهره‌آور آمریکایی محصول سال ۲۰۲۵ به کارگردانی جو کارنهان، نویسندگی مشترک کارنهان و لئون چیلز با بازی کری واشینگتن و عمر سی است.
فیلم نیروی سایه در تاریخ ۹ مه ۲۰۲۵، دو روز پس از جدایی لاینزگیت از استارز، توسط لاینزگیت به صورت سینمایی اکران شد و اولین فیلمی بود که تحت نظر استودیوهای جدید لاینزگیت منتشر شد. این فیلم با نقدهای منفی از منتقدان مواجه شد. در گیشه نیز عملکرد ضعیفی داشت و تنها ۵ میلیون دلار در مقابل بودجه ۴۰ میلیون دلاری فروش داشت.

## داستان
کایرا و آیزاک زمانی رهبران یک گروه نیروهای ویژه چندملیتی به نام شدو فورس بودند، اما با عاشق شدن، قوانین را زیر پا گذاشتند و برای محافظت از پسرشان به زیرزمین می‌روند و بقیه نیروهای شادو فورس در ردیابی آن‌ها هستند.

## ساخت
در ۳۰ اوت ۲۰۲۲، فیلمبرداری قرار بود در کلمبیا آغاز شود. در اکتبر ۲۰۲۲، واشینگتن و اد کوئین تأیید کردند که فیلمبرداری به پایان رسیده است.

## بازخوردها
- در وب‌سایت جمع‌آوری نقد و بررسی راتن تومیتوز، این فیلم دارای ۳۳٪ محبوبیت براساس رای ۴۰ نقد منتقدان است.
- در متاکریتیک که از میانگین وزنی استفاده می‌کند، بر اساس نظرات شش منتقد، امتیاز ۲۷ از ۱۰۰ را به فیلم اختصاص داده است که نشان‌دهنده نقدهای «به‌طورکلی نامطلوب» است.[۷]
- مخاطبان شرکت‌کننده در نظرسنجی سینماسکور به فیلم امتیاز متوسط «B» در مقیاس A+ تا F دادند، در حالی که ۵۴٪ از شرکت‌کنندگان در نظرسنجی پست‌ترک گفتند که قطعاً دیدن این فیلم را توصیه می‌کنند.